# الهيمنة الذكورية
الهيمنة الذكورية هو كتاب من تأليف بيير بورديو ، نُشر سنة 1998 ، عن دار النشر لوسوي ، ضمن مجموعة ليبر. و فيه طور بيير بورديو تحليلا سوسيولوجيا للعلاقات الاجتماعية بين الجنسين و سعى إلى تفسير أسباب دوام سيطرة الرجل على المرأة في جميع المجتمعات البشرية. ويرتكز الكتاب بشكل خاص على دراسة أنثروبولوجية للمجتمع الأمازيغي في منطقة القبائل بالجزائر .
ترجم الى اللغة العربية تحت عنوان :"الهيمنة الذكورية" من قبل سليمان قعفراني و صدر عن "المنظمة العربية للترجمة"سنة 2009
يمكن فهم الهيمنة الذكورية من خلال مفهوم الهابيتوس الذي يخصص للنساء و الرجال بشكل مستقل  أدورًا محددة مسبقا. و على سبيل المثال، الأنشطة التقليدية " مثل الطبخ، تصبح  "بشكل سحري" ذات مكانة سامية عندما تسند إلى الرجال   (كما هو الحال مع الطهاة المحترفين "، أو في الزراعة غير الصناعية حيث تُشرف النساء طوال العام على زراعة المحاصيل، بينما يُنظر إلى التدخل العرضي للرجال، مثلا في عملية البذر، على أنه حدث يستحق الاحتفال. وتشير الإحصاءات التي تُظهر ميل النساء إلى اختيار مهن أو مجالات دراسية معينة أكثر من الرجال هي أيضًا دليل على أن ثقافة التمييز بين الجنسين تُفرض من قبل المجتمع، وخاصة من خلال الأسرة. فعلى سبيل المثال، تُشجع الفتيات بدرجة أقل على متابعة الدراسات العلمية مقارنة بالذكور،وينتج عن ذلك عدم التوازن في التعليم العالي، حيث تسيطر الإناث بشكل كبير على الدراسات الأدبية واللغوية، بينما تشهد المجالات التقنية والعلمية (مثل كليات الهندسة والجراحة) تمثيلًا نسائيًا ضعيفًا للغاية.
وفي خضم  المناقشات أو الحورات، نلاحظ أن النساء يتعرضن لمقاطعة الكلام أكثر من الرجال ؛ وإذا ما استنكرت المرأة ذلك بطريقة عدوانية ، فإن المجموعة ستُظهر أن هذا السلوك غير مقبول (فيتم على سبيل المثال، وصف المرأة بالمزعجة  ، واتهامها بفقدان السيطرة على أعصابها، أو وصف رد فعلها بالهستيري ، في حين أن سلوكا مشابها من رجل يتم اعتباره مقبولا، بل وقد يُثنى عليه باعتباره دلالة على قوة الشخصية.

## عملية نزع التاريخية
تحاول الهيمنة الذكورية بشكل خاص أن تستمر من خلال عملية نزع التاريخية (انظر أيضًا منزع جوهري ) فعلى سبيل المثال، يُنظر إلى  تفضيلات النساء وأنشطتهن ومواقفهن النسائية على أنها مخصصة (طبيعيا) للنساء (مثل الملابس، الأعمال المنزلية، تربية أطفال، المساعدة الاجتماعية، مهام الاستقبال في الشركات،" الأذواق » في مسائل الثقافة والترفيه، و غيرها )، ومع ذلك، فإن هذه العملية هي عملية ثقافية تسعى، من خلال نزع التاريخية إلى تقديم نفسها على أنها عملية موضوعية وطبيعية. و تحاول هذه العملية أيضا تبرير نفسها  من خلال مقاربة تستند إلى الفروقات الجسدية (الولادة، على وجه الخصوص) 1] . فعلى سبيل المثال، ستُعتبر المرأة التي تتبنى نفس الإيماءات (المألوفة) التي يقوم بها الرجل (مثل وضع الأقدام على الطاولة، أو التمايل على الكرسي...) "غير أنثوية" أو "مبتذلة". كما يشير بورديو أيضا إلى أن الملابس النسائية  تساهم في دعم  هذه  الضغوطات الاجتماعية، فالتنورة، على سبيل المثال، تسمح بنطاق حركات أقل مقارنة بالسروال.
و تجعل هذه العملية النساء حسب بورديو ليس  فقط أسرى للصورة التي تُفرض عليهن، بل تسجن الرجال  أيضًا.
و يعتبر بورديو الحب في هذا الكتاب إحدى الطرق الممكنة لتجاوز تلك الأدوار المفروضة من قبل المجتمع. ويتساءل: "هل الحب هو  الاستثناء الوحيد ولكن من درجة أعلى ، من قانون الهيمنة الذكورية، أو هو تعليق للعنف الرمزي، أم هو الشكل الأسمى، لأنه الأكثر دقة، والأكثر خفية  ضمن هذا العنف.

## نقد
حتى لو اعتبر البعض أن هذا الكتاب  قد جعل "مجال تحليل الوظائف الاجتماعية مرئياً بعد أن كانت شرعيته مرفوضة لعقود من قبل جميع مستويات المؤسسات الفرنسية " ، فقد انتقد العديد من علماء الاجتماع وعلماء الأنثروبولوجيا افتقاره إلى احترام قواعد البحث العلمي، بالنسبة لهم، فقد تجاهل بيير بورديو جزءا كبيرا من الأعمال النسوية المرجعية، حيث  لا يستشهد بها دائما عندما يستفيد من مساهماتها ، ووفقًا لآن ماري ديفرو ‏ ، فإنه يقدم نفسه على أنه   "مكتشف"  أهمية مجال الهيمنة الذكورية والدور الذي تلعبه أنظمة التمثلات وتأثيرات التصنيف، وهي أمور تم إثباتها علميا قبل وقت طويل من المقال في كتاب أعمال البحث الذي كتب قبل كتاب بيير بورديو بحوالي عشر سنوات والذي يشكل أكبر جزء منه». و أدت هذه النواقص في الصرامة العلمية إلى اعتبار الأنثروبولوجية نيكول كلود ماتيو أن هذا العمل كان سيُرفض لو تم تقديمه لامتحان للدراسات المعمقة المتخصصة  DEA.
علاوة على ذلك، لاحظت فرانسواز أرمنجود أنه عندما يستشهد بورديو  بالنسويات ، فإنه لا يشير إلا إلى النسويات التمييزيات اللواتي يسهل عليه انتقادهن بسبب منزعهن الجوهري و"توجيه النصائح" لهن، لكنه لا يذكر النسويات الماديات ، (مع أنه ينسب إليه أطروحاتهن) ، وهن عالمات اجتماع وأنثروبولوجيا من زميلاته اللواتي يعرفهن.
و بينما  ينكر على النسويات قدرتهن على التفكير في الهيمنة الذكورية بسبب وضعهن كمهيمَن عليهن ، و كونهن يتبنين خطاب المهيمِن عليهن  ، بينما هو لا يُنسّب خطابه الخاص كمهيمِن (بصفته رجلا وأستاذا في كوليج دو فرانس ، على سبيل المثال)، محتفظاً لنفسه بشرعية الحياد. و تؤكد ناتالي هاينيش ، التي كان بيير بورديو مشرفا على  أطروحتها، أن مؤلفه  لا يتضمن أي إشارة إلى أعمال  فرانسواز هيريتييه ‏ في كتاب المذكر/ المؤنت فكر الاختلاف ، الذي صدر قبل عامين منه ، ويتناول نفس القضية، مما أدى إلى استبعاد  منافس له  رمزيا في كوليج دو فرانس.
إضافة إلى ذلك  انتُقد بورديو لإجرائه مماثلة بين الرجال والنساء باعتبارهم جميعاً ”خاضعين للهيمنة“، ولتركيزه على العبء الذي تشكله الذكورية مستخدماً تعابير مثل: ”متطلبات هائلة“، ”جهد يائس وشبه مرضي“، ”رجال سجناء وضحايا مستترون“، ”هشاشة هائلة“. وبالنسبة ل"ماتيو"، ما يهمه هو الرجل، أي نفسه، مراراً وتكراراً”، مما من شأنه أيضًا أن يشكل تحيزا في تحليله  للنساء حيث لا يأخذ منه إلا ما يناسبه ليُظهر أنهن “يلتزمن” بمخططات الرجال".

و من بين الانتقادات الأخرى الموجهة إليه، اختزال الهيمنة الذكورية إلى هيمنة رمزية، حيث نادراً ما يشير  إلى العمل أو العنف الجسدي، ولا يتناول مطلقا التشويه الجنسي – وأيضا يختزل  النضالات السياسية للنساء إلى مجرد "حوادث تاريخية"- إذ يتحدث عن "نظام عالمي... محترم". علاوة على ذلك يتخذ  بيير بورديو من منطقة القبائل نموذجاً  عالميا و أبديا للهيمنة الذكورية، والتي درسها قبل عشرات السنين، متجاهلاً نضالات نساء القبائل. إضافة إلى ذلك ، فإنه لا يحدد موقع النساء اجتماعيا ويختزل الحركة النسوية إلى حركة موحدة. وقد صرح بيير بورديو في صحيفة واسعة الانتشار، في أعقاب نشر كتاب "الهيمنة":
"نرى بالفعل بروز نساء جزائريات استثنائيات (أذكر  في سلينيا غزالي ولويزة حنون). و لقد أتاح النظام التعليمي ظهورهن، فهو الأداة الرئيسية لتحرير المرأة. والحركة النسوية ذاتها هي نتاج للنظام التعليمي، الذي - وهذه مفارقة لا يتم استيعابها  دائماً - هو أيضاً أحد مواقع إعادة إنتاج الهيمنة الذكورية، بطرق خفية، من خلال  التراتبية في التخصصات مثلاً، وصرف الفتيات عن بعض المسارات التقنية أو العلمية... في الجزائر، أدى إقرار مدونة لأسرة عام 1984 إلى تراجع استثنائي. كل هذا أنتج نساءً متمردات، ناضجات للثورة... وشجاعات، أخلاقياً وفكرياً. أكنّ لهن إعجاباً كبيراً."
دفعت هذه الانتقادات عالمة الاجتماع ماري فيكتوار لويس ، مع غيرها، إلى تسمية تفسيرها لكتاب "الهيمنة الذكورية"، المنشور في المجلة الفرنسية " الأزمنة الحديثة "، بعنوان "بورديو: دفاع وتوضيح للهيمنة الذكورية".